# Bastonário
Bastonário é a designação dada, em Portugal, ao presidente do órgão executivo colegial de uma ordem profissional, que exerce poderes de direcção, de gestão e de representação externa dos interesses da mesma.

## Regime legal
Nos termos da lei, esta denominação está reservada aos presidentes das ordens profissionais.
Quando a escolha do bastonário se faz por eleição, esta não está sujeita a homologação do Governo.

## Origem do conceito
O Dictionnaire Universel des Sciences et des Arts (Dicionário Universal das Artes e Ciências) de 1690 refere que o bastonário é aquele que detém o bastão de uma confraria e que o transporta, ou o segue,  nas procissões. No contexto da administração, ainda segundo o mesmo dicionário, o bastonário é um advogado escolhido anualmente pela comunidade dos advogados e procuradores para ser o mestre da sua capela e da sua confraria e para presidir à comunidade.
Neste contexto, o bastão simbolizava a autoridade dentro de uma organização, como ocorre no caso do bastão de marechal, ou ocorria no caso dos fasces lictoris.
Este termo foi progressivamente adoptado em Portugal pelas ordens profissionais para designar o presidente do seu órgão executivo, tendo, finalmente, o seu uso sido consagrado de forma genérica pela Lei n.º 6/2008, de 13 de fevereiro, que aprovou um regime jurídico geral para as associações públicas profissionais.